# 神探杨金邦
《神探杨金邦》是由著名编剧钱林森编剧，导演刘一志执导，由黄宗泽领衔主演，杨淇、郭明翔、王伟等实力演员主演的年代悬疑探案大戏，2014年6月殺青。於2016年3月1日在北京影视频道下午5時首播。

## 劇情介紹
杨金邦从小立志就要当一名维护正义的法官，在孙中山“师夷长技以自强”的立国主张下留洋海外。正准备学成回国之际，突然接到父亲猝然离世的噩耗，然而那奇怪的电文中又隐藏发报人对父亲死因的质疑。杨金邦毅然辍学回国，发誓要查明真相。
面对对手布下的种种迷局，杨金邦以科学的实证和严密的逻辑揭破真相，他也从此走上了追求世道正义的探案之路。并连破“戏院枪击”等数宗迷案而声名鹊起。三年后，父亲真正死因的最大迷局浮出水面。但当他用确凿的证据对凶手约翰逊提出控诉时，英国领事馆却以外国公民在中国享有“治外法权”而让凶手登上了回国的邮轮。杨金邦终于觉醒，他立志要倾尽毕生去为身边民众追寻真正意义上的法律公正。

## 主要角色
| 演員   | 角色   | 暱稱／關係             |
| 黄宗泽 | 杨金邦 | 神探                   |
| 杨淇   | 陆艳儿 | 杨金邦的青梅竹马，法医 |
| 公磊   | 吕小宋 |                        |
| 郭明翔 | 张探长 |                        |
| 王伟   | 建梅   |                        |
| 徐少強 | 彪爺   |                        |

## 製作團隊
- 製作人：刘志江、周伟成
- 編　劇：钱林森
- 導　演：刘一志
- 製作公司：浙江横店制作有限公司、绿城传媒

## 新闻
- 黄宗泽王伟演绎《神探杨金邦》探案传奇
- 《神探杨金邦》热拍 杨淇黄宗泽演探案情侣 （页面存档备份，存于）